# Gluviopsis microphthalmus
Gluviopsis microphthalmus es una especie de arácnido  del orden Solifugae de la familia Daesiidae.

## Distribución geográfica
Se encuentra en Turkmenistán.